# Zhang Jingqiang
Zhang Jingqiang (chinesisch 張景強; * 8. Mai 1996) ist ein chinesischer Leichtathlet, der sich auf den Weitsprung spezialisiert hat.

## Sportliche Laufbahn
Erste internationale Erfahrungen sammelte Zhang Jingqiang im Jahr 2019, als er bei der Sommer-Universiade in Neapel mit einer Weite von 7,84 m den sechsten Platz belegte. 2023 siegte er mit 7,93 m bei den World University Games in Chengdu, ehe er bei den Weltmeisterschaften in Budapest mit 7,64 m in der Qualifikationsrunde ausschied.

## Persönliche Bestleistungen
- Weitsprung: 8,28 m (−0,1 m/s), 17. September 2022 in Peking
  - Weitsprung (Halle): 8,00 m, 23. Februar 2019 in Nanjing